# 手铳

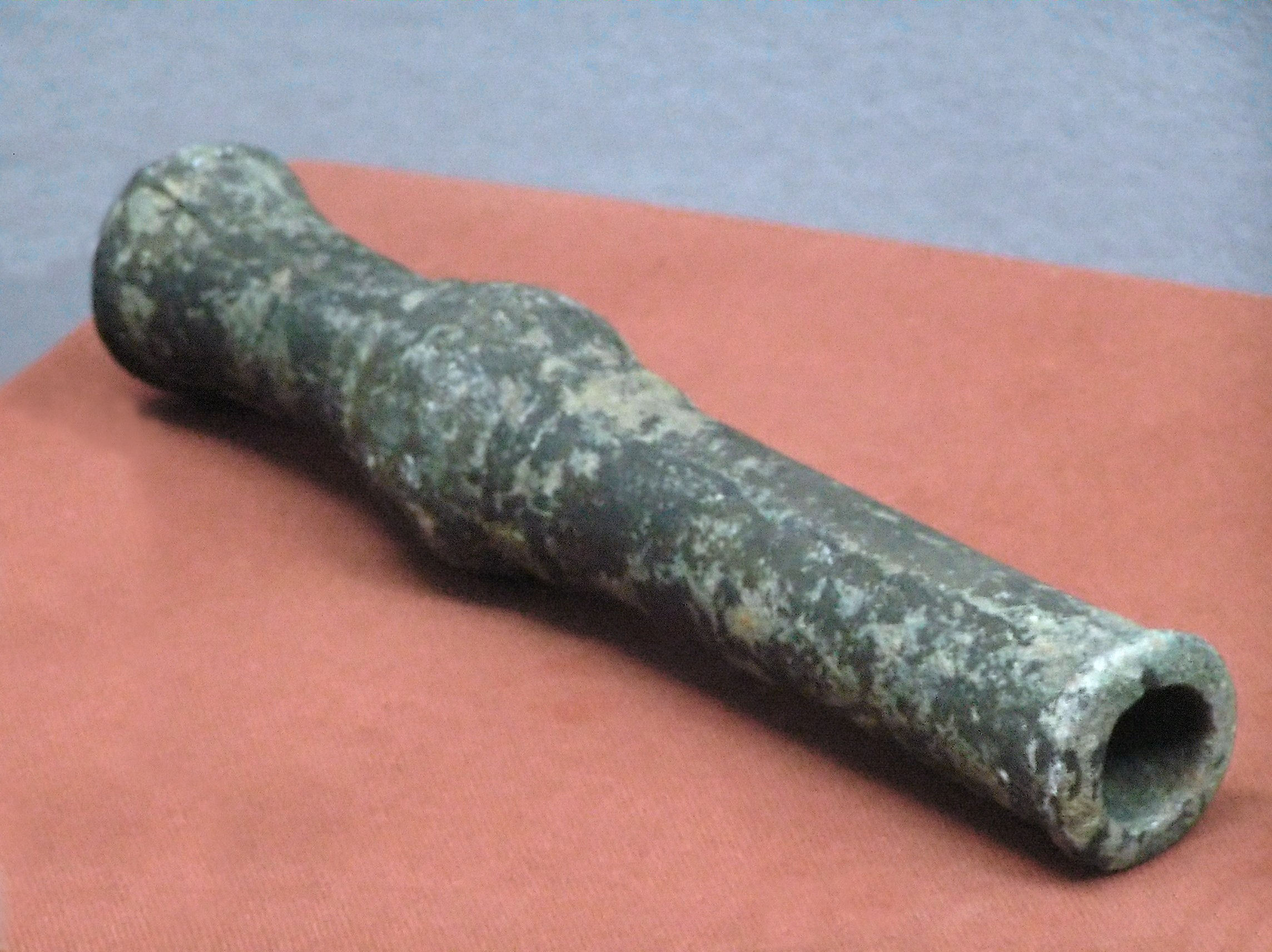
元朝（西元1271年-西元1368年）所使用的手銃。

手铳，或稱單眼銃，是元末明初對火銃的一種分類，因形體較輕，口徑較小，可在其後裝入木柄以手持使用，故稱手銃，屬火門式（Touch Hole）火器。明清時期被鳥銃取代，為現代槍械的前身。

## 使用情形

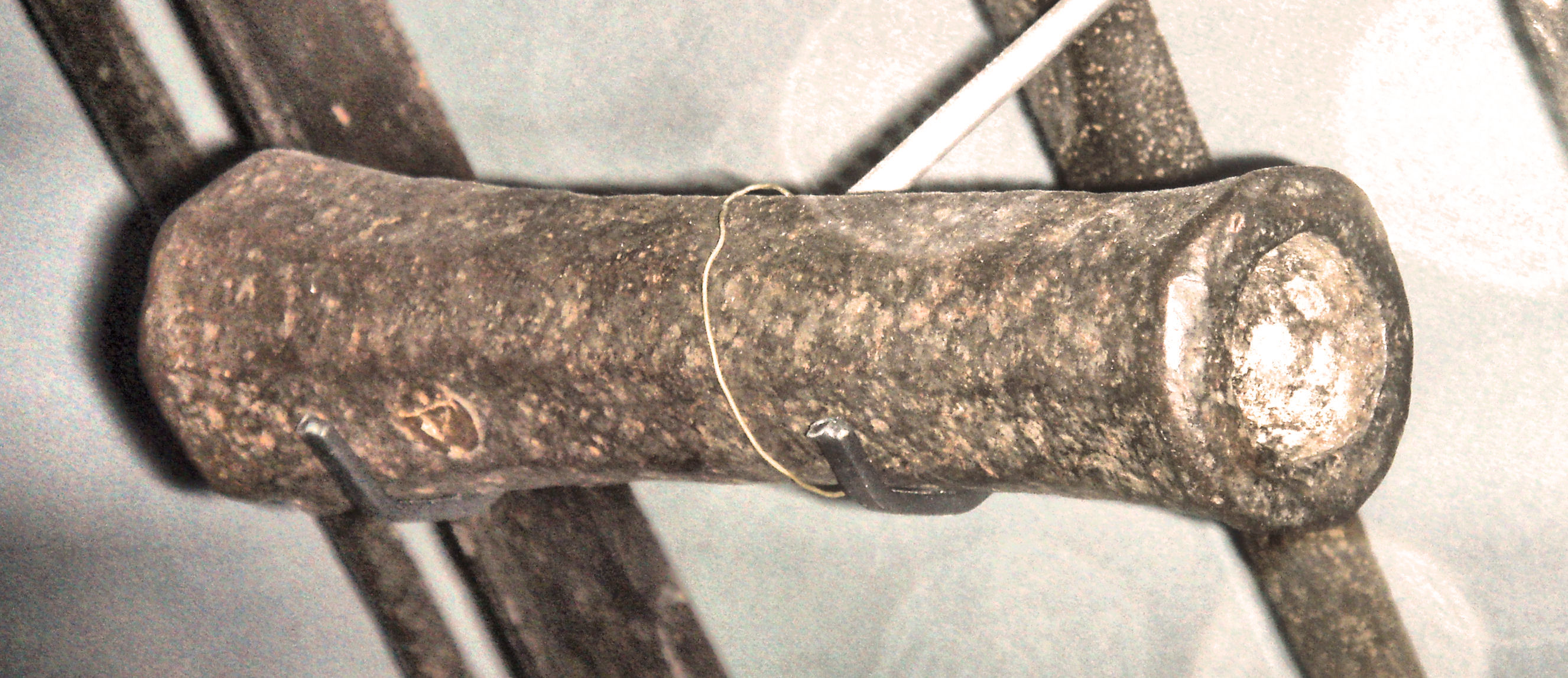
西歐的手銃，西元1380年。

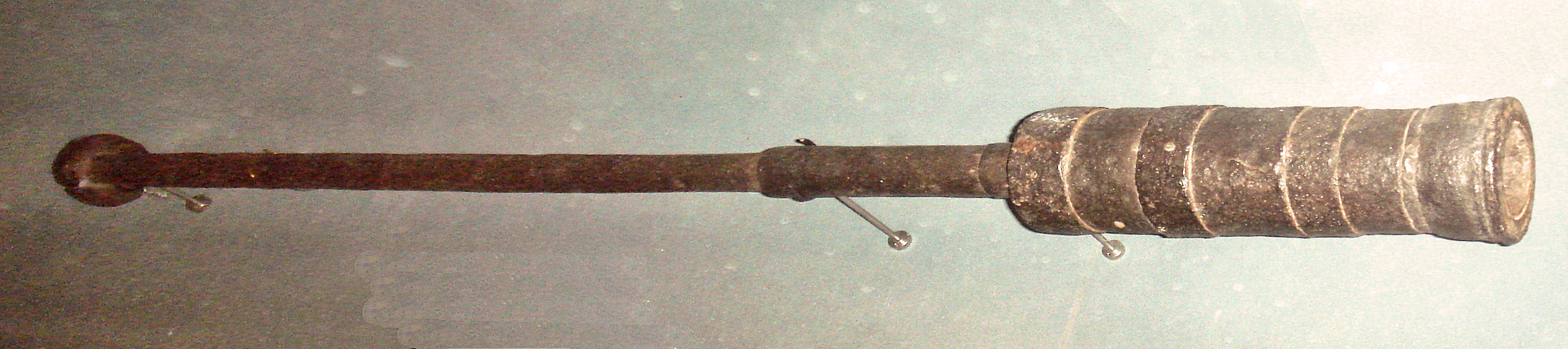
法國在西元1390年-西元1400年所使用的「手持射石炮」。

### 中國地區
金屬製的火銃最早在大蒙古國被發明，是元軍攻城掠地的利器，現存有元代、明代的銅手銃實物。與元文宗至順三年（西元1332年）架上發射的盞口銃。
明朝將火銃大量装备军队，《明史·兵志》中記載的銃有：手把銅鐵銃、無敵手銃、千里銃等十幾種。其一為洪武五年（西元1372年）製銅手銃，又名“長銃筒”，此物在《明會典·軍器軍裝》裡稱“手把銅銃”，是現存明代最早的火銃之一。其二為永樂手銃，有永樂七年型和永樂十二年型，造工精細，是明朝神機營的強力配備。
明代初期的手銃因多採用霰彈與銃箭的關係，在推進藥與彈丸間會放置木馬子。而發表於《科學月刊·2004年2月號》的文章指出，鄭和下西洋時艦隊上配有大量手銃與碗口銃。

#### 握把
共三型，分別是：
- 槍棒型：
- 凸型：
- 拐子型：握把成「卜」字型。

#### 發射過程
以藥匙將火藥填入藥室→將壇木馬子放入→以木槌將木馬子舂實→將多顆鉛子放入→再次舂實鉛子→打開火門→將火捻放入火門並倒上少許火藥→以肩窩夾住銃架與將銃架尾端抵住地面→發射

#### 變體
- 神鎗：平交趾後所習得的火器，用於發射箭矢，並設神機營配置此種武器。[5]

为了弥补装填速度的不足，在明代時更加设计了三眼火銃與多眼火銃。
- 三眼銃：為將三根銃管相疊成品字狀，射擊時是一起發射的。
- 十眼銃：一跟長型銃管由前至後塞入十份彈藥，由前至後也有十眼火門。
- 多眼銃：如迅雷銃、五雷神機等的五管轉膛銃，五條銃管可連續發射。而迅雷銃和五雷神機在明末出現，使用鳥銃的槍管，故其實應歸為鳥銃的變體。

### 朝鲜半岛地區
在朝鮮歷史上出現過的断面为八角形的火銃（1591年）。八角形断面的设计，估计了在銃身加长的情况下保护銃身不受到冲击力的破坏。

### 中東地區
雖然在中東出現過且稱為馬達法（madfa）的手銃沒有實物留存，但在文獻紀錄《Schems Eddin Mohamened》中有記載，此書由俄國彼得大帝於西元1703年取得，目前收藏於聖彼得堡的圖書館，而該文獻至少是西元1300年時記載的。

### 歐洲地區
在歐洲出現過同樣的武器，稱作手持加農砲或手炮，有些人認為是跟蒙古人西征時傳過去的。最早的手銃為14世紀之坦能堡手銃，手炮在後來城堡攻防戰裝上鉤爪的防禦用版本稱為鉤爪手銃，十五世紀中葉出現了置換長柄握把成掛肩托架而演變成的掛肩手銃，而在十五世紀末時掛肩手銃又進一步裝上火繩扳機成為火繩槍。而鉤爪手銃、掛肩手銃與火繩槍都稱為「Hakenbüchsen」。

## 現代中的意義
- 現代漢語手銃也有手槍之義。
- 現代英語的「Hand Cannon」也有手槍之義。
- 著名PC遊戲世紀帝國II中，有使用手銃這種早期火器的步兵單位，但台灣微軟錯譯成火槍兵。
- 以撒·艾西莫夫的《基地》系列中譯版中，個人使用的核能射擊武器「Nuclear Blast」被譯作手銃或核銃。
- 打手銃也有男子手淫之意，即打飛機、擼管的意思[6] 。